# Bugkgraben
Der Bugkgraben ist ein Meliorationsgraben und orographisch rechter Zufluss der Wasserburger Spree im Landkreis Dahme-Spreewald in Brandenburg.
Der Graben beginnt auf einer landwirtschaftlich genutzten Fläche, die sich nordwestlich des Schönwalder Ortsteils Waldow/Brand befindet. Dort laufen mehrere Stränge in östlicher Richtung zusammen, die sich zu einem Hauptkanal verbinden, der anschließend die Bundesautobahn 13 unterquert. Der dortige Rastplatz trägt seinen Namen. Im weiteren Verlauf führt der Kanal vorzugsweise in östlicher Richtung und nimmt dabei Wasser auf, das sich in weiteren nördlich und südlich befindlichen Zuläufen sammelt.  Der Kanal fließt nördlich von Schönwalde durch das Naturschutzgebiet Magerrasen Schönwalde und erreicht bei Lubolz das Stadtgebiet von Lübben (Spreewald). Südlich des Randkanals fließt er in das Naturschutzgebiet des Inneren Unterspreewalds und dort in nördlicher Richtung entlang der Grenze zwischen der Gemeinde Schlepzig und Krausnick-Groß Wasserburg. Auf Höhe des Wohnplatzes Forsthaus Meierei entwässert er schließlich in die Wasserburger Spree.